# Aberrant

Aberrant est un jeu de rôles de super-héros publié en 1998 par White Wolf.
Il prend place 90 ans avant les événements du jeu Trinity (où des psis luttent contre des aberrants), et 90 ans après ceux du jeu Adventure!. Il présente une société où les super-héros font du showbiz habillés en... super-héros pour les besoins des mégalopoles qui les sponsorisent.
Pour mémoire : en 1998, la station spatiale Nova tombe sur Terre en irradiant la planète. des milliers de gens se découvrent peu à peu des super-pouvoirs. Comme la culture planétaire est assez largement influencée par les X-Men et autres super-héros, leur réflexe naturel, psychologique et économique, est de se mettre en costume et de se faire sponsoriser par les pouvoirs publics, par des ONG ou par d'autres organismes. On les nomme cependant "aberrants" du fait de leur caractère inquiétant.
Ce jeu possède tout de même une dimension politique importante avec ses trames de complots et autres manipulations.
Il propose de créer soit des personnages à pouvoirs (comme Les X-Men) soit des personnages "plus" (comme Batman, voire The Sentinel) (ou les deux, mais le côté pouvoir prend souvent le dessus). Il utilise les règles standard de l'Art du Conteur avec quelques aménagements pour, soit donner aux personnages des caractéristiques surhumaines, soit leur conférer des pouvoirs spéciaux comme le contrôle des forces naturelles.
Ce jeu nécessite de surveiller la création des personnages-joueurs afin d'éviter les personnages optimisés et trop puissants ! Mais également pour garder une cohérence aux personnages. On voit mal un personnage comme Iceberg (l'homme de glace) se mettre à envoyer des boules de plasma sans une raison étrange (et sûrement passagère).
Citons la critique de Casus Belli où était écrit : "Un jeu où le lampadaire et la voiture font partie des armes de contact ne peut pas être mauvais."

## Revue
- Casus Belli #121[1]